# مولنپولدر
مولنپولدر (به هلندی: Molenpolder) یک منطقهٔ مسکونی در هلند است که در استیختسه فخت واقع شده‌است. مولنپولدر ۹۱۵ نفر جمعیت دارد.